# العلاقات الفيتنامية الناوروية
العلاقات الفيتنامية الناوروية هي العلاقات الثنائية التي تجمع بين فيتنام وناورو.

## مقارنة بين البلدين
هذه مقارنة عامة ومرجعية للدولتين:
| وجه المقارنة                                              | فيتنام           | ناورو                          |
| --------------------------------------------------------- | ---------------- | ------------------------------ |
| المساحة (كم2)                                             | 331.69 ألف       | 21                             |
| عدد السكان (نسمة)                                         | 94.66 مليون      | 10.08 ألف                      |
| الكثافة السكانية (ن./كم²)                                 | 285.39           | 48.00 ألف                      |
| العاصمة                                                   | هانوي            | ضاحية يارين                    |
| اللغة الرسمية                                             | اللغة الفيتنامية | اللغة الناورونية، لغة إنجليزية |
| العملة                                                    | دونغ فيتنامي     | دولار أسترالي                  |
| الناتج المحلي الإجمالي (بليون دولار)                      | 234.19 مليار     | 113.88 مليون                   |
| الناتج المحلي الإجمالي (تعادل القوة الشرائية) بليون دولار | 553.42 مليار     | 162.98 مليون                   |
| الناتج المحلي الإجمالي الاسمي للفرد دولار أمريكي          | 2.48 ألف         | 9.83 ألف                       |
| الناتج المحلي الإجمالي للفرد دولار أمريكي                 | 5.63 ألف         |                                |
| مؤشر التنمية البشرية                                      | 0.666            |                                |
| رمز المكالمات الدولي                                      | +84              | +674                           |
| رمز الإنترنت                                              | .vn              | .nr                            |
| المنطقة الزمنية                                           | ت ع م+07:00      | ت ع م+12:00                    |

## منظمات دولية مشتركة
يشترك البلدان في عضوية مجموعة من المنظمات الدولية، منها:
| علم المنظمة | اسم المنظمة                   | تاريخ انضمام فيتنام | تاريخ انضمام ناورو |
| ----------- | ----------------------------- | ------------------- | ------------------ |
|             | يونسكو                        | 6 يوليو 1951        | 17 أكتوبر 1996     |
|             | الاتحاد البريدي العالمي       | ?                   | ?                  |
|             | منظمة الشرطة الجنائية الدولية | ?                   | ?                  |
|             | الأمم المتحدة                 | 20 سبتمبر 1977      | 14 سبتمبر 1999     |
|             | بنك التنمية الآسيوي           | 1966                | 1991               |
|             | الاتحاد الدولي للاتصالات      | 24 سبتمبر 1951      | 10 يونيو 1969      |
|             | منظمة حظر الأسلحة الكيميائية  | ?                   | ?                  |

## وصلات خارجية
- موقع وزارة الخارجية الفيتنامية